# ファイアーフライズ (アウル・シティーの曲)
ファイアーフライズ（英: Fireflies）は、アメリカのエレクトロニックプロジェクト、アウル・シティーのアルバム「オーシャンアイズ」からのデビューシングル。この曲は、2009年10月、Billboard Hot 100で1位となった。
フロントマンのアダム・ヤングがトラックを書き、プロデュースし、マット・ティーセンもゲストボーカルをプロデュースして提供した。
ヤングはこの曲を「バグと夜眠れないことについての小さな歌」と表現した。この曲は「ブリーピー」なシンセラインを中心に作られ、不眠症、ホタル、夏についての歌詞が含まれている。